# Sòcrates de Beòcia
Sòcrates (grec antic: Σωκράτης, llatí: Socrates) fou un militar beoci al servei d'Egipte.
Sosibi i Agàtocles, els ministres de Ptolemeu IV Filopàtor, el van utilitzar com a instructor dels mercenaris que s'havien d'enfrontar amb Antíoc III el Gran. Va tenir el comandament d'un cos de dos mil peltastes, amb els quals va fer bons serveis a la campanya de Síria i a la batalla de Ràfia (217 aC), segons que diu Polibi.